# Клиффорд, Томас, 8-й барон де Клиффорд
Томас Клиффорд (англ. Thomas Clifford; 25 марта 1414 — 22 мая 1455) — английский землевладелец и военачальник, 8-й барон де Клиффорд, барон Уэстморленд и Скиптон и наследственный шериф Уэстморленда с 1422 года, сын Джона Клиффорда, 7-го барона де Клиффорда, и Элизабет Перси.
Томас принимал участие в разных англо-шотландских конфликтах, но, в отличие от отца и деда, не стремился к заграничным походам, сосредоточившись на укреплении своего положения в Северо-Западной Англии. В союзе с родом Перси враждовал против дома Невиллов, в том числе он принимал участие и в феодальной войне между родами в 1453—1454 годах. После начала в 1455 году войны Алой и Белой розы он сохранил верность Ланкастерам. Он был одним из военачальников Ланкастеров в первой битве при Сент-Олбансе (22 мая 1455 года), в которой храбро сражался, но в итоге был убит.

## Биография

### Детство
Томас родился 25 марта 1414 года. Он происходил из знатного рода Клиффордов, владевшего обширными землями в Северной Англии — в Йоркшире, Нортамберленде, Камберленде и Уэстморленде, включая баронию Уэстморленд с замками Эпплби и Брогем, а также баронию Скиптон с замком Скиптон. Кроме того, Клиффорды унаследовали часть владений Клеров в Ирландии.
Его отец, Джон Клиффорд, 7-й барон де Клиффорд, погиб в 1422 году во Франции во время осады одной из французских крепостей во время Столетней войны. Поскольку Томас был ещё несовершеннолетним, то опека над ним была предоставлена матери, леди Элизабет Клиффорд (урождённой Перси), и бабушке, урождённой Элизабет де Рос (она умерла в 1424 году). Чтобы было признано их право на опеку, мать и бабушка Томаса в феврале 1423 года выплатили 800 марок, а в марте 1424 года заключили договор с Томасом Дакром, 6-м бароном Дакр, по которому Томас женился на Джоан, дочери барона от брака с Филиппой Невилл, дочерью Ральфа Невилла, 1-го графа Уэстморленда. Данный брак был шагом к выравниванию политической ситуации в регионе: в результате брака отца Томаса с представительницей рода Перси, традиционно соперничавшего с Невиллами за преобладание в Северо-Западной Англии, Клиффорды оказались на стороне Перси. Брак же Томаса втянул Клиффордов в ряды сторонников потомков 1-го графа Уэстморленда от первого брака против потомков от его второго брака, которых возглавлял Ричард Невилл, граф Солсбери. Ещё одним шагом к этому союзу стал второй брак матери Томаса с Ральфом Невиллом, 2-м графом Уэстморлендом, боровшимся с графом Солсбери за наследство 1-го графа Уэстморленда.
В соответствии с соглашением 1424 года молодой Клиффорд воспитывался своим тестем, Томасом Дакром. В феврале 1434 года двадцатилетнего лорда Клиффорда представили королевскому совету, управлявшему Англией при малолетнем короле Генрихе VI. Его было решено послать во Францию, куда он и отправился в свите герцога Бедфорда, в которой он пробыл до смерти последнего.

### Барон Клиффорд
В 1435 году Клиффорд был объявлен совершеннолетним, вступив в права на владения своими землями. 1 мая 1436 года Клиффорд был вынужден делать выплаты за свои владения графу Солсбери, который в это время был утверждён стюартом баронии Кендал. Однако вскоре доходы Клиффорда выросли — его мать умерла 16 октября 1436 года, после чего к нему вернулась её вдовья доля.
В это же время Клиффорд начинает участвовать в политике. В августе 1436 года он был отправлен в качестве комиссара, чтобы оказать сопротивление напавшим на Бервик и Роксбург шотландцам. 10 декабря того же года Клиффорд получил первый вызов в английский парламент. С 1437 года он регулярно был мировым судьёй и комиссаром в Уэстморленде и Западном Райдинге Йоркшира. Но, в отличие от отца и деда, он предпочитал не рисковать, тратя силы на участие в различных кампаниях и заграничных походах. Правда, хронисты XVI века Полидор Вергилий и Эдвард Холл сообщают о его походах и приключениях во Франции. Так, сообщается, что в 1437 году Клиффорд осаждал Понтуаз, где для взятия города переодел своих солдат в белое, после чего под прикрытием метели смог перебраться через укрепления и захватить город. Однако данные сообщения не находят документального подтверждения.
Основные усилия Клиффорд тратил на то, чтобы упрочить своё положение в Северо-Западной Англии. В 1437 году он начал большое строительство в замке Скиптон. В этом же году он жил в замке Конисбург, подаренном ему тётей, Мод, графиней Кембридж. После смерти Мод в 1466 году, как она указала в завещании, её кровать должна навсегда остаться в Скиптоне. Также Клиффорд построил в замке Эпплби часовню, работы были завершены в 1454 году.
Политическая деятельность Клиффорда в период между 1437 и началом 1450-х годов в документах освещена плохо, однако основная политическая направленность его действий достаточно хорошо ясна. Он пытался противодействовать графу Солсбери в Камберленде, одобряя и даже подстрекая беспорядки против того. Клиффорд поддерживал союз со старшей линией Невиллов и родом Перси. 8 августа 1444 года он передал свои поместья двум группам ленников, одну из которых возглавлял сэр Джон Невилл, брат 2-го графа Уэстморленда. Также в пользу данного союза свидетельствуют и браки дочерей Клиффорда. Одна из них вышла замуж за сэра Ричарда Темпеста, другая, Элизабет, была замужем за Уильямом Пламптоном. Все они имели тесные связи с домом Перси.
В 1448—1449 годах вновь остро вспыхнули пограничные англо-шотландские конфликты. Среди северных лордов, которые были посланы для защиты шотландских марок, был и Клиффорд. После угасания конфликтов Клиффорд в 1449 году был послан для ведения мирных переговоров с Шотландией, а в 1450 году был одним из трёх королевских послов, отправленных к королю Шотландии Якову III.
Хотя его интересы прежде всего касались Северной Англии, но Клиффорд не забывал поддерживать связи с двором и центральной властью. Его регулярно вызывали на заседания английского парламента, хотя он и не всегда приезжал на них. Так, в 1454 году его оштрафовали на 40 фунтов за отсутствие. В 1444 году Клиффорд сопровождал графа Саффолка в поездке во Францию за Маргаритой Анжуйской, невестой короля Генриха VI. В 1448 году он получил от короля дополнительный лен в герцогстве Ланкастер. Кроме того, он держал лен от герцога Бекингема и был исполнителем для Джона Толбота, будущего 2-го графа Шрусбери.
Возможно, что благодаря военным талантам, показанным в войне против Шотландии, а также связям с двором и южно-английской знатью, в марте 1452 года Клиффорду было поручено нанять корабли и моряков, чтобы облегчить положение Кале, осаждаемого французами. Кроме того, в это время упрочивались связи Клиффорда с Северо-Восточной Англией, особенно с Восточным Райдингом Йоркшира. В 1451 году Клиффорду предоставили субсидию и олнаж на ткани в Йоркшире, Йорке и Халле. В начале 1450-х растут его связи среди дворян Йорка и Халла, а незадолго до 1454 года его старший сын и наследник, Джон Клиффорд, женился на Маргарет де Бромфлет, дочери и наследнице Генри де Бромфлета, 1-го барона Вески, крупного землевладельца в Восточном Райдинге Йоркшира. Возможно, что таким образом Клиффорд пытался создать себе большую свободу для манёвра, расширяя свои владения в земли, где влияние Невиллов было гораздо слабее, чем влияние Перси.

### Начало войны Алой и Белой розы и гибель Клиффорда
В начале 1450-х годов началось противостояние между приближёнными слабого короля Генриха VI, во главе которых стояли его близкие родственники Бофорты и королева Маргарита Анжуйская, и герцогом Ричардом Йоркским, которое позже вылилось в серию военных конфликтов, получивших название войны Алой и Белой Розы. Первое столкновение произошло в начале 1452 года, когда Ричард Йоркский решился на военный мятеж. 29 февраля он со своей армией прибыл в Дартфорд. Навстречу ему выступила королевская армия, в составе которой был и Клиффорд. Армия сторонников Ричарда составляла меньше трети от королевской, но их позиции были хорошо укреплены. До битвы дело не дошло, король предпочёл вступить в переговоры, и герцог Йоркский под обещание помилования распустил армию.
У Клиффорда не было причин враждовать с герцогом Йоркским, однако он сохранял лояльность Генриху VI, благодаря чему оказался в числе сторонников Ланкастеров. К противостоянию с Ричардом Йоркским, ставшим после приступа сумасшествия Генриха VI в августе 1453 года лордом-протектором Англии, подтолкнул и тот факт, что тот заключил союз с графом Солсбери, главой младшей ветви Невиллов, и его сыном, Ричардом Невиллом, графом Уориком, с которыми враждовал Клиффорд.
В начавшейся в октябре 1453 года феодальной войной между Невиллами и Перси Клиффорд встал на сторону Перси. В январе 1454 года в противостоянии с Невиллами он состоял в союзе с герцогом Эксетером и Томасом Перси, бароном Эгремонтом. Для прекращения войны герцог Йоркский лично отправился в Северную Англию. В результате герцог Эксетер оказался заключён под стражу, и на какое-то время воцарился мир.
При этом у Клиффорда, возможно, были сомнения в правильности заключения союза с Эгремонтом. В результате он принял участие в организованной по распоряжению лорда-протектора комиссии по слушанию уголовных дел в Йоркшире и даже был проинструктирован герцогом, как действовать против Эгремонта.
В Рождество 1454 года Генрих VI неожиданно пришёл в себя, и королева Маргарита Анжуйская, которая ненавидела Йорка, незамедлительно воспользовалась этим и сделала всё, чтобы герцог Йоркский был отстранён от управления государством, а все назначенные им ранее высшие сановники были заменены сторонниками Ланкастеров. В результате противостояние Ланкастеров и Йорков возобновилось. На 21 мая 1455 года король решил созвать в Лестере Великий совет, на который был приглашён и герцог Йоркский. Но тот, опасаясь расправы над собой, в союзе с Невиллами решил вновь собрать армию и выступить против короля, который в сопровождении небольшой армии двигался в сторону Лестера.

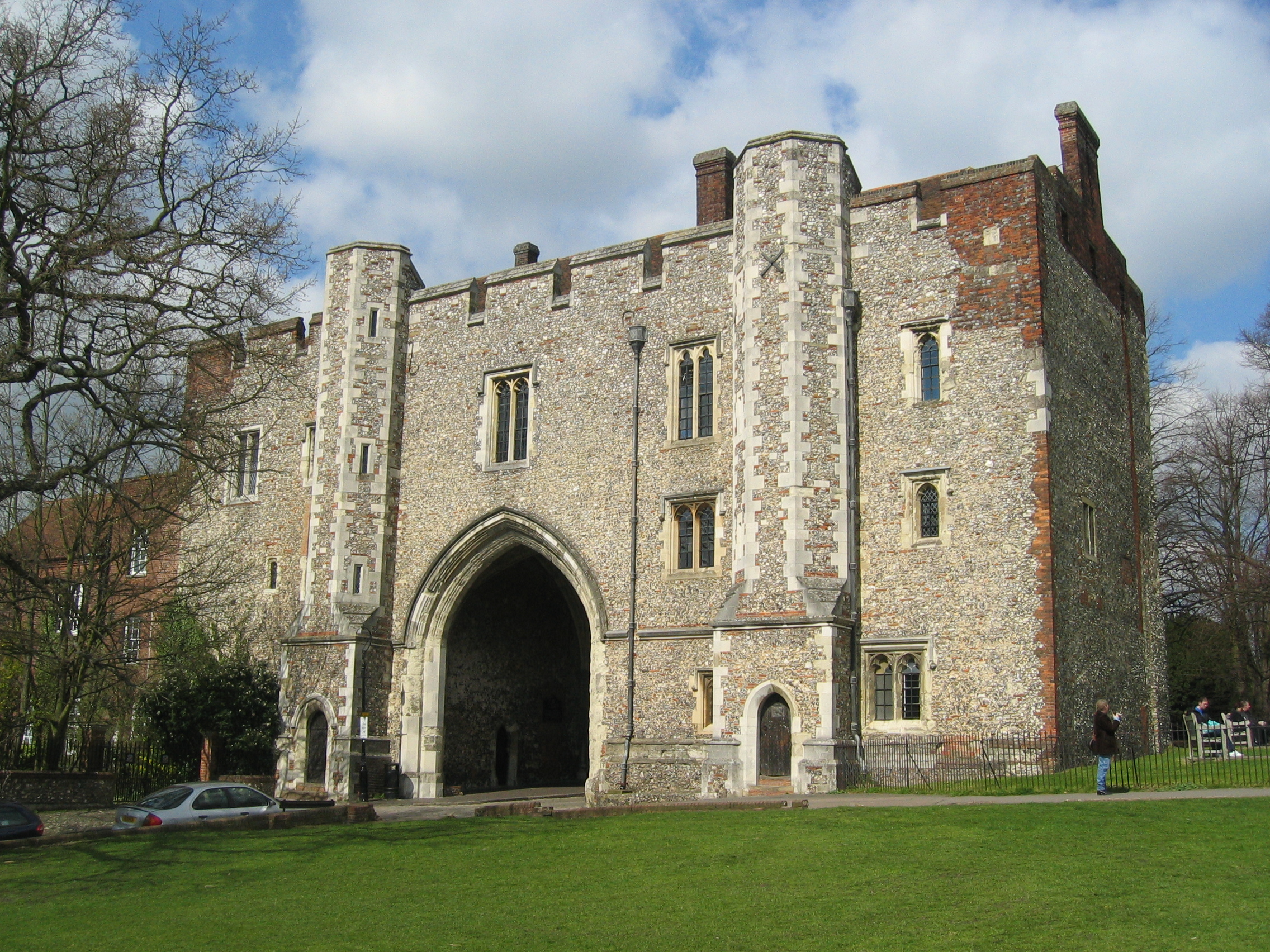
Аббатство Сент-Олбанс, в котором был похоронен Томас Клиффоррд

22 мая королевская армия укрепилась в городе Сент-Олбанс. Это было сделано по настоянию герцога Бекингема, считавшего, что в городе можно будет легче обеспечить защиту от превосходящей армии соперника, но Бекингем не учёл, что в городе придётся защищать весь городской периметр, а скоординировать оборонительные действия будет сложно. Мирные переговоры с герцогом Йоркским, предпринятые по инициативе короля, результата не дали. В результате в тот же день герцог Йоркский начал битву, которая получила название первой битвы при Сент-Олбансе.
Клиффорд командовал отрядом, расположившимся у главных баррикад около церкви Святого Петра. Все попытки йоркистов прорваться через баррикады натыкались на сопротивление Клиффорда, отбившего все атаки. Но основные силы ланкастерцев были скованы Йорком, в результате граф Уорик со своим отрядом смог прорваться в город с флангов и с криками «Уорик, Уорик», которые были сигналом для Йорка усилить натиск, напал на ланкастерцев с тыла. В результате многие другие ланкастерцы были убиты, а король попал в плен. В числе убитых был и Клиффорд, который, возможно, стал жертвой вражды с Невиллами, хотя то положение, которое он занимал в битве, и без того представляло опасность.
Тело Клиффорда, обнаруженное в начале улицы, ведущей к церкви, позже было захоронено в аббатстве Сент-Олбанс — в часовне Девы Марии. Все титулы Томаса Клиффорда наследовал его старший сын Джон Клиффорд, который не мог простить йоркистам гибель отца.

## В культуре
Томас Клиффорд под именем лорд Клиффорд является одним из действующих лиц исторической хроники Уильяма Шекспира «Генрих VI, часть 2». При этом Шекспир следует хронике Холла, показывая, что Клиффорд пал от руки самого герцога Йоркского, за что позже его сын, Джон Клиффорд (он также присутствует в хронике под именем Клиффорд младший), убил графа Ратленда, второго сына Ричарда Йоркского. Кроме того, в уста Клиффорда вкладывает фразу, в которой происходит первое упоминание в шекспировских пьесах физической неполноценности Ричарда Глостерского (будущего короля Ричарда III).

## Брак и дети
Жена: с марта 1424 Джоан Дакр, дочь Томаса Дакра, 6-го барона Дакр, и Филиппы Невилл. Дети:
- Джон Клиффорд (8 апреля 1435 — 28 марта 1461), 9-й барон де Клиффорд с 1455
- сэр Роджер Клиффорд (ум. 2 мая 1485)
- сэр Роберт Клиффорд (ум. 15 марта 1508)
- сэр Томас Клиффорд
- Элизабет Клиффорд; 1-й муж: с 1446 Уильям Пламптон (1435 — 29 марта 1461); 2-й муж: сэр Ричард Хамертон
- Матильда (Мод) Клиффорд; 1-й муж: сэр Джон Харингтон (ум. 1460); 2-й муж: сэр Эдмунд Саттон
- Энн Клиффорд; 1-й муж: сэр Ричард Темпест; 2-й муж: Уильям Коньерс
- Джоан Клиффорд; муж: сэр Ричард Масгрейв (ок. 1431 — 10 августа 1491)
- Маргарет Клиффорд; муж: сэр Джон Карр